# Родріго Дієго Лопес
Родріго Дієго Лопес (2 грудня 1996) — мексиканський стрибун у воду.
Учасник Олімпійських Ігор 2016 року, де в стрибках з 3-метрового трампліна посів 16-те місце.